# Mimino
Mimino (in russo Мимино?) è un film sovietico del 1977 diretto da Georgij Danelija.

## Riconoscimenti
- 1977 - Festival cinematografico internazionale di Mosca
  - Gran premio